# Почесний громадянин міста Берестя
Почесний громадянин міста Берестя — звання, що присвоюється особам за великий внесок у розвиток Берестя, підвищення його авторитету, за мужні вчинки на благо міста.
Утворений 28 вересня 1967 року рішенням 4-1 сесії міськради 11-го скликання. Прізвище, ім'я та по батькові, заслуги особи, якій присвоєно почесне звання, заносяться до Книги почесних громадян міста Берестя.

## Список почесних громадян
- Гаврилов Петро Михайлович — Герой Радянського Союзу;
- Мирон Ємельянович Криштафович — учасник національно-визвольних змагань у Західній Білорусі (28 вересня 1967 р.)
- Павло Мартинович Гулав — учасник революційного руху;
- Свинарчук Микола Давидович — Герой Радянського Союзу;
- Василіса Семенівна Селівонік — учасник національно-визвольних змагань у Західній Білорусі (1 липня 1969 р.)
- Петро Ілліч Климук — Герой Радянського Союзу (17 січня 1974 р.)
- Кривошеїн Семен Мойсейович — Герой Радянського Союзу;
- Павло Васильович Пронягін — учасник партизанського руху;
- Тимофєєв Микола Сергійович — організатор боїв за визволення Берестя від німецьких військ (27 червня 1974 р.)
- Лучинський Олександр Олександрович — Герой Радянського Союзу (12 березня 1975 р.)
- Василь Петрович Ласкович — учасник партизанського руху;
- Василь Данилович Махнович — Герой Соціалістичної Праці (20.12.1978)
- Винник Юрій Михайлович — Герой Радянського Союзу (27 липня 1984 р.)
- Кижеватов Андрій Митрофанович — Герой Радянського Союзу (посмертно);
- Варлам Михайлович Кублашвілі — ветеран прикордонних військ (06.06.1985)
- Газдецький Володимир Іванович — керуючий трестом № 8 Берестя, Заслужений будівельник УРСР (1996);
- Дегтярьов Микола Павлович — учасник Німецько-радянської війни (1996)
- Володимир Петрович Самович — державний діяч (22.01.1998)
- Іофе Михайло Фадійович — економічний діяч (2 жовтня 2002 р.)
- Нестеренко Юлія Вікторівна — спортсменка (30.09.2004)
- Парф'янюк Євген Степанович — священик РПЦ (12.07.2007);
- Макаренко Сергій Лаврентійович — спортсмен (2007)
- Прокопович Петро Петрович — державний діяч (27.07.2011)
- Анатолій Михайлович Воробйов — білоруський театральний діяч (27 квітня 2012 р.)
- Савчиць Олександр Васильович — економічний діяч (25.06.2013)
- Пойта Петро Степанович — ректор БрДТУ (27 квітня 2014 р.);
- Семенова Світлана Миколаївна — викладач (05.08.2014);
- Полішенков Олександр Сергійович — економічний діяч (23.09.2014)
- Батирова Лілія Григорівна — музикант (16.07.2015)
- Шелепень Костянтин Георгійович — лікар (30.06.2016)
- Кузьміч Микола Петрович — художник (2019)